# Shanksville
Shanksville ist ein Borough im Somerset County, Pennsylvania, USA. Das U.S. Census Bureau hat bei der Volkszählung 2020 eine Einwohnerzahl von 199 ermittelt. Shanksville liegt rund 100 Kilometer südöstlich von Pittsburgh.

## Geschichte
Shanksvilles Geschichte lässt sich bis 1798 zurückverfolgen. Christian Shank betrieb drei Mühlen.
Durch die Terroranschläge am 11. September 2001 in den USA wurde Shanksville international bekannt. Dort stürzte eines der vier entführten Passagierflugzeuge ab (United-Airlines-Flug 93).

## Geographie
Die Gemeinde selbst bedeckt gerade 0,5 km².

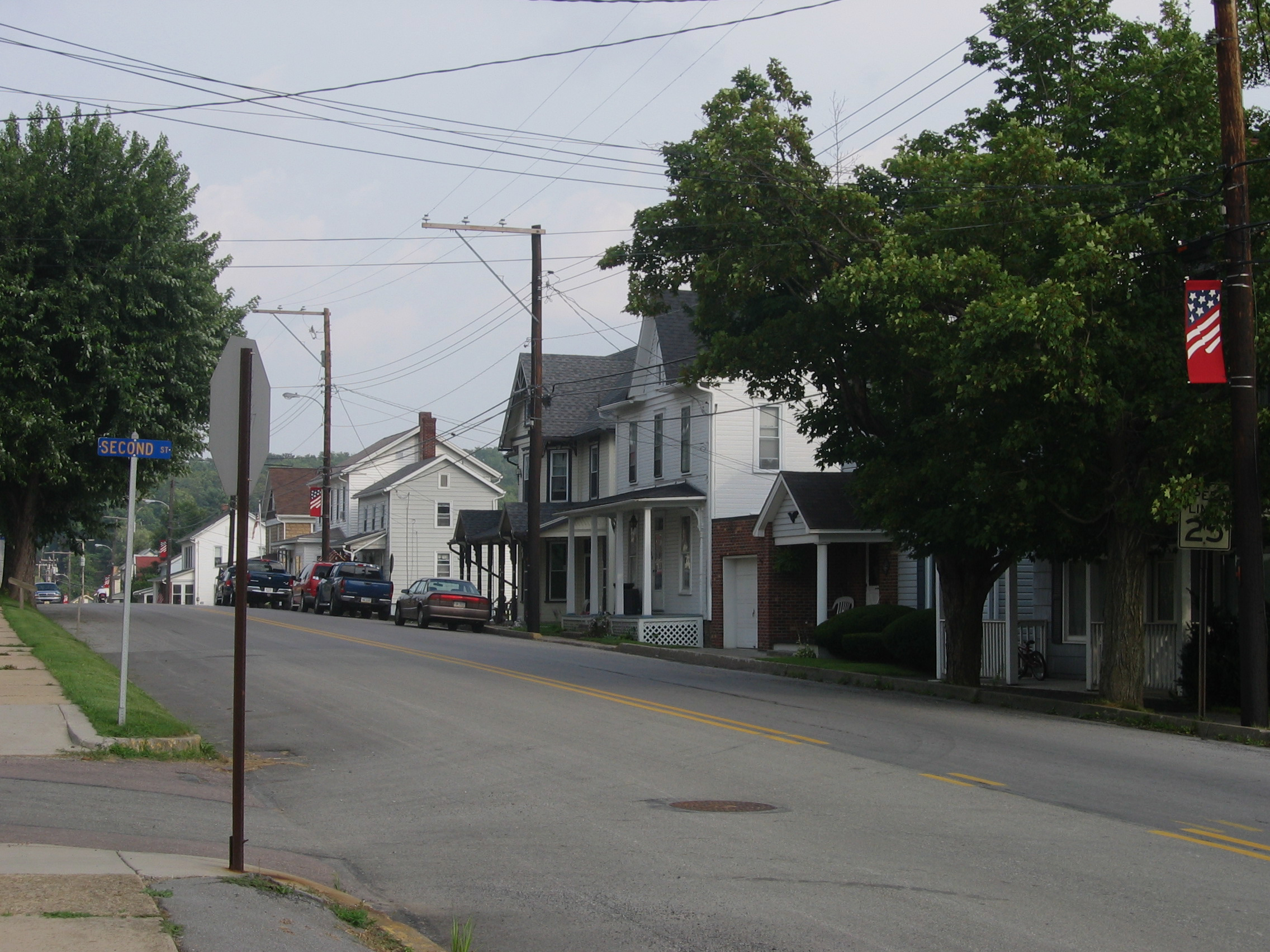
Hauptstraße in Shanksville

## Das Denkmal – Flight 93 National Memorial
An die Opfer von Flug UA 93 erinnert vor Ort eine nationale Gedenkstätte, das Flight 93 National Memorial. Die Absturzstelle selbst ist für die Öffentlichkeit nicht zugänglich. 
Der erste Entwurf für das Denkmal kam im Spätsommer 2010 in die Schlagzeilen, nachdem Stimmen laut wurden, die in der halbkreisförmigen Struktur der Denkmalsanlage und ihrer topographischen Ausrichtung eine genau nach Mekka weisende islamische Halbmondform entdeckt haben wollen.